# Francisco Quiroz
 (juin 2023).
Si vous disposez d'ouvrages ou d'articles de référence ou si vous connaissez des sites web de qualité traitant du thème abordé ici, merci de compléter l'article en donnant les références utiles à sa vérifiabilité et en les liant à la section « Notes et références ».
Francisco Quiroz est un boxeur dominicain né le 4 juin 1957 à Moca et mort le 15 mai 1993.

## Carrière
Passé professionnel en 1978, il remporte ses 6 premiers combats, mais perd 10 des 11 suivants. Il obtient pourtant le 19 mai 1984 un combat de championnat du monde des poids mi-mouches WBA et bat par KO au 9e round Lupe Madera. Quiroz conserve son titre contre 	Victor Sierra puis est battu par Joey Olivo le 29 mars 1985. Il met un terme à sa carrière en 1990 sur un bilan très mitigé de 11 victoires, 15 défaites et 1 match nul et meurt trois ans plus tard, tué lors d'une bagarre dans un night club.